# Р-158 (дорога)

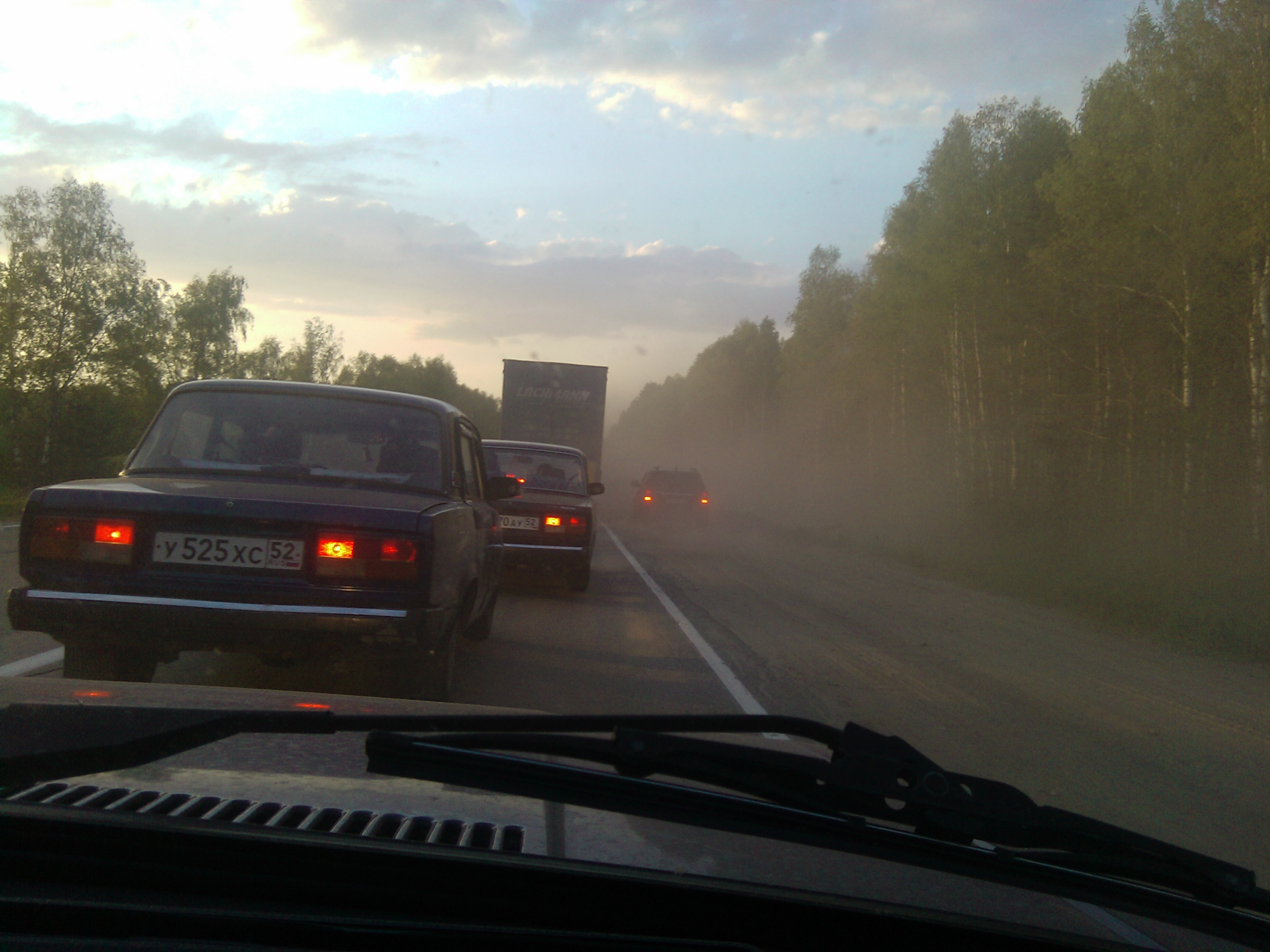
Пробка со стороны Арзамаса перед пересечением с Южным обходом Нижнего Новгорода

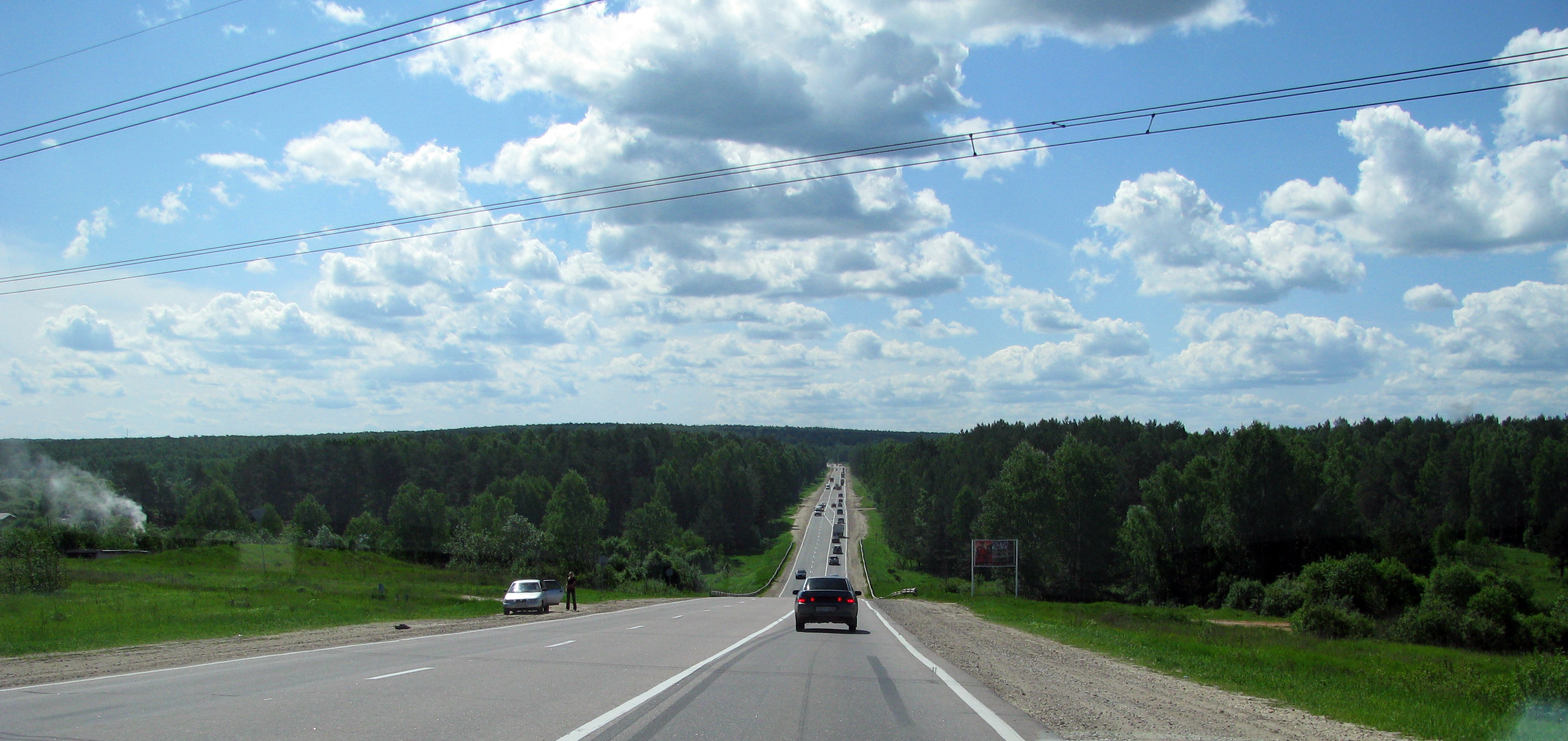
Дорога Р-158 недалеко от деревни Озерки в Дальнеконстантиновском районе Нижегородской области

Федеральная автомобильная дорога Р158 — автомобильная дорога общего пользования федерального значения Нижний Новгород — Арзамас — Саранск — Исса — Пенза — Саратов. Покрытие трассы асфальтное. Дорога практически на всём протяжении двухполосная, без разделения встречных полос. Протяжённость трассы составляет 585 км.

## Общие сведения
Дорога Р-158 протянулась на 585 километров по территории Мордовии, Нижегородской, Пензенской и Саратовской области. Р-158 соединяет между собой четыре больших административных центра России. Автодорога начинается в Нижнем Новгороде как продолжение проспекта Гагарина, который имеет выход на другую федеральную дорогу М-7 «Волга». Автодорога Р-158 до Арзамаса пролегает по пересечённой местности.
Перед Арзамасом трасса пересекается с платной федеральной автодорогой М-12 «Восток» Москва — Казань — Екатеринбург — Тюмень
Дорога Р-158 направляясь вокруг Арзамаса имеет выход на региональную автодорогу Владимир — Муром — Арзамас. Дальше, в районе посёлка Шатки, примерно на 146 километре, к этому маршруту примыкает региональная дорога Перевоз — Шатки. После этого, в населённом пункте Лукоянов есть поворот на региональную автодорогу Лукоянов — Первомайский и дорогу Гагино — Лукоянов. На 216 километре маршрута, в посёлке Ужовка, к дороге Р-158 примыкает региональная дорога Ужовка — Большое Болдино, а в районе села Починки есть поворот на региональную автодорогу Саранск — Ромоданово — Кемля — Починки.
В Саранске дорога пересекается с федеральной автодорогой М-5 «Урал» Подъезд к Саранску. После Саранска автодорога Р-158 пересекается с федеральной автодорогой М-5 «Урал» в районе посёлка Рамзай и проходит мимо города Пензы. Затем в районе Константиновки пересекается с федеральной автодорогой Р-208 Тамбов — Пенза. После этого, через 105 километров дорога проходит мимо города Петровска и ещё через 102 километра достигает города Саратова, где имеет выход на федеральную автодорогу Р-228 Сызрань — Саратов — Волгоград.
Маршрут от Нижнего Новгорода до Саратова проложен по равнинной холмистой местности. По пути достаточно спусков и подъёмов. Климат вдоль всего маршрута умеренно континентальный. Причём в конце пути климат становится более континентальным, что выражается в более высокой температуре летом. По ходу движения автодорога пересекает реки Печеть, Верейку, Тешу, Алатырь, Атьму, Иссу, Пензятку, Ардым, Медведицу.
Километраж трассы отсчитывается от Дома связи на площади М. Горького в Нижнем Новгороде.
В ведении ФКУ Упрдор Москва — Нижний Новгород находится 287 км автодороги в Нижегородской области и Республике Мордовия
| Участки (288 км)                              | Категория IБ – 31 км Категория II – 189 км Категория III – 67 км Общая площадь твердого покрытия – 3792,365 тыс. кв.м | Категория IБ – 31 км Категория II – 189 км Категория III – 67 км Общая площадь твердого покрытия – 3792,365 тыс. кв.м |
| Участки (288 км)                              | Протяженность автодороги в Нижегородской области - 223,9 км. Проходит по Кстовскому, Дальнеконстантиновскому, Арзамасскому, Шатковскому, Лукояновскому районам и Починковскому муниципальному округу. - км 14+446 - км 138+100 - км 143+600 - км 165+000 - км 171+100 - км 249+600 * участки дороги в нас.пунктах Шатки и Лукоянов относятся к местной сети | Протяженность автодороги в Республике Мордовия - 63,5 км. Проходит по Лямбирскому и Рузаевскому районам. - км 249+600 - 278+800 - км 287+000 - 321+300 |
| Искусственные сооружения                      | На автодороге расположено 22 моста и 5 путепроводов | На автодороге расположено 22 моста и 5 путепроводов |
| Искусственные сооружения                      | 19 | 8 |
| Пешеходные переходы в разных уровнях          | Надземных переходов - 5 объектов (высота над проезжей частью - не менее 5 метров) км 16+913 (Ближнее Борисово) км 18+473 (Дружный) км 19+780 (Дружный) км 21+600 (Митино) км 38+600 (Нижегородец, временно не функционирует) | |
| Площадки отдыха (13)                          | - км 48+870 (1300 кв.м., на Саратов) - км 75+498 (557 кв.м., на Саратов) - км 75+498 (625 кв.м., на Н.Новгород) - км 102+370 (1186 кв.м., на Саратов) - км 114+895 (933 кв.м., на Саратов) - км 125+605 (379 кв.м., на Саратов) - км 154+800 (310 кв.м., на Саратов) - км 160+900 (1204 кв.м., на Н.Новгород) - км 199+515 (1565 кв.м., на Н.Новгород) - км 249+440 (665 кв.м., на Н.Новгород) | - км 251+150 (415 кв.м., на Саратов) - км 317+725 (1100 кв.м., на Н.Новгород) - км 321+160 (600 кв.м., на Саратов) |
| Светофорные объекты (20)                      | км 19+550 (Дружный, пешеходный вызывной) км 22+361 (Вязовка, пешеходный вызывной) км 23+075 (Вязовка, пешеходный вызывной) км 26+649 (Кременки, пешеходный вызывной) км 28+525 (Нижегородская, пешеходный вызывной) км 29+536 (Каменки, пешеходный вызывной) км 31+279 (Ромашково, пешеходный вызывной) км 32+425 (Чистые ключи, пешеходный вызывной) км 34+673 (СНТ, пешеходный вызывной) км 36+818 (Импульс, пешеходный вызывной) км 96+400 (Ломовка, транспортный автоматический – владелец ГК Автодор) км 138+100 – км 143+600 – (Шатки, 1 транспортный и 4 пешеходных, владелец – администрация нас.пункта) км 170+950 – (Лукоянов, транспортный автоматический, владелец - администрация нас.пункта) км 221+890 - (Починки, транспортный автоматический) | км 287+150 (Пензятка, транспортный автоматический, владелец – региональная администрация) км 313+020 (Рузаевка, транспортный) |
| Железнодорожная инфраструктура и переезды (3) | км 106+400 обход Арзамаса, железнодорожный путепровод, высота над проезжей частью - 4,5 метра (владелец - ГЖД) км 123+550 Пешелань, железнодорожный переезд – владелец Пешеланский гипсовый завод) км 190+700 – Ужовка, железнодорожный переезд в одном уровне (владелец – ГЖД) | |
| Пункт весового контроля                       | км 143+350, Шатки | |
| Другая инфраструктура                         | - 3406 дорожных знаков и 187 знаков индивидуального проектирования - 15 П-образных опор - 111 автопавильонов и 115 посадочных площадок - 3048 сигнальных столбиков и 35520 светоотражающих элементов - 78,9 км линий электроосвещения, 2098 светильников. - 142,085 км барьерного ограждения - 193 водопропускных труб - 4 пункта учета интенсивности движения - 4 метеостанции - 2 табло переменной информации | - 784 дорожных знаков и 69 знаков индивидуального проектирования - 2 пункта учета интенсивности движения - 1 метеостанция - 12 автопавильонов - 876 сигнальных столбиков - 12 км линий электроосвещения, 348 светильников. - 31,95 км барьерного ограждения - |

В ведении ФКУ «Поволжуправтодор» находится 297 км автодороги с км 320+900 по км 616+914 в Пензенской области и Саратовской области

## Количество полос
На большей своей части дорога имеет 2 полосы для движения, по одной в каждую сторону.
Со стороны Нижнего Новгорода дорога имеет четыре полосы для движения до участка 40 км.

## История
Строительство автомобильной дороги Горький — Саратов началось в 1934 году. В 1969—1973 годах произведена реконструкция дороги с уширением проезжей части до 7 метров, с укладкой асфальтобетона и полной заменой деревянных искусственных сооружений на железобетонные. В последующие годы производилось уширение проезжей части на некоторых участках до 10 метров и улучшение плана и продольного профиля автодороги. 

## Расширение автодороги
Предусматривается расширение трассы на участке между Нижним Новгородом и Арзамасом в связи со строительством федеральной автодороги М-12 «Восток».
Заместитель губернатора Нижегородской области Сергей Морозов считает необходимым расширить до четырёх полос дорогу федерального значения Р-158 Нижний Новгород — Саратов. С данной инициативой чиновник выступил на Петербургском международном экономическом форуме, сообщает пресс-служба регионального правительства.
Сейчас Р-158 от Нижнего Новгорода до пересечения со скоростной магистралью М-12 «Вотсок» имеет участки с двумя полосами движения. Довести её отрезок протяжённостью 57 км до четырёх полос власти намерены к 2024 году. Дорога будет использоваться для подъезда к столице Приволжья от М-12 «Восток».
1. Участок 40—52 км. Идёт реконструкция с расширением до четырёх полос и устройством разворотных петель.Капитальный ремонт автомобильной дороги Р-158 Нижний Новгород — Арзамас — Саранск — Исса — Пенза — Саратов на участке км 40+000 - км 52+000, Нижегородская область.  Срок окончания работ: ноябрь 2024 г.
2. Участок 52—77 км. Капитальный ремонт с расширением до 4 полос. Разработана проектная документация. Объезд вокруг Богоявления не предусмотрен.
3. Участок 77—104 км. Капитальный ремонт с расширением до 4 полос. Разработана проектная документация.
4. Р-158 [км 106 - км 120]: Капитальный ремонт с расширением до 4 полос. Разработана проектная документация.
5. Р-158 [км 120 - км 134]: Капитальный ремонт с расширением до 4 полос. Разработана проектная документация.
6. Р-158 [км 144 - км 164]: Капитальный ремонт с расширением до 4 полос. Разработана проектная документация.
7. Р-158 [км 176 - км 195]: Капитальный ремонт с расширением до 4 полос. Разработана проектная документация.
8. Р-158 [км 229 - км 249]: Капитальный ремонт с расширением до 4 полос. Разработана проектная документация.
9. Р-158 [км 249 - км 278]: Капитальный ремонт с расширением до 4 полос. Разработана проектная документация.
10. Р-158 [км 287 - км 321]: Капитальный ремонт с расширением до 4 полос. Разработана проектная документация.
11. Р-158 [км 416 - км 425]: Капитальный ремонт с расширением до 4 полос. Разработана проектная документация.
12. Р-158 [км 529 - км 540]: Капитальный ремонт с расширением до 4 полос. Разработана проектная документация.
13. Р-158 [км 552 - км 566]: Капитальный ремонт с расширением до 4 полос. Разработана проектная документация.
14. Р-158 [км 583 - км 597]: Капитальный ремонт с расширением до 4 полос. Разработана проектная документация.
15. Р-158 [км 597 - км 610]: Капитальный ремонт с расширением до 4 полос. Разработана проектная документация.
16. Р-158 [км 612 - км 616]. Идёт реконструкция с расширением до четырёх полос. Выполнение работ по объекту «Капитальный ремонт автомобильной дороги Р-158 Нижний Новгород - Арзамас - Саранск - Исса - Пенза - Саратов на участке км 612+500 - км 616+914, Саратовская область» 

## Схема автомобильной дороги
| Нижегородская область |
| Республика Мордовия   |

| Республика Мордовия |
| Пензенская область  |

| Пензенская область  |
| Саратовская область |